# Janez Danijel Erberg
Janez Danijel Erberg, baron in pravnik iz rodbine Erbergov, * 14. december 1647, Kočevje, † 5. marec 1716, Ljubljana.

## Življenje in delo
Doktoriral je iz filozofije na graški univerzi (1667) in prava v Sieni (1671). Opravljal je pomembne naloge v kranjski deželni upravi (deželni tajnik, višji deželni tajnik, stanovski odbornik) in sodstvu. Od 1672 je bil v Ljubljani odvetnik, 1683 je postal deželnosodniški pisar (Landschrannenschreiber), prisednik dvorne pravde in deželnega sodišča. Napisal je več rokopisnih del za poslovanje deželnega in okrajnega sodišča.
Trdno rodbinsko pozicijo Erbergov je postavil šele on, ki je postal 16. februarja 1685 kranjski deželan. Od Raspov je kupil graščini in posestva  v Dolu pri Ljubljani in Sostrem ter dobil 16. januarja 1714 obenem z bratom Janezom Adamom baronstvo.